# Радзішув
Радзішув (пол. Radziszów) — село в Польщі, у гміні Скавіна Краківського повіту Малопольського воєводства.
Населення — 3262 особи (2011).
У 1975-1998 роках село належало до Краківського воєводства.

## Демографія
Демографічна структура станом на 31 березня 2011 року:
|          | Загалом | Допрацездатний вік | Працездатний вік | Постпрацездатний вік |
| -------- | ------- | ------------------ | ---------------- | -------------------- |
| Чоловіки | 1602    | 364                | 1095             | 143                  |
| Жінки    | 1660    | 299                | 1019             | 342                  |
| Разом    | 3262    | 663                | 2114             | 485                  |